# Let It Roll
Let It Roll – singel promocyjny amerykańskiego rapera Flo Ridy z jego czwartego albumu studyjnego zatytułowanego Wild Ones. Został wydany 19 czerwca 2012 roku przez wytwórnię Atlantic Records w formacie digital download. Twórcami tekstu piosenki są Earl King, Mike Caren, Raphael Judrin, Pierre-Antoine Melki, Tramar Dillard, Axel Hedfors, Breyan Isaac, Antonio Mobley oraz Dwayne Carter Jr. Nagrano także drugą wersję z gościnnym udziałem Lila Wayne’a, która także pojawiła się na albumie Flo Ridy oraz ścieżce dźwiękowej do gry FIFA 13.

## Notowania
| Lista (2012)                        | Najwyższa pozycja |
| ----------------------------------- | ----------------- |
| Austria (Ö3 Austria Top 40)         | 6                 |
| Kanada (Billboard Canadian Hot 100) | 23                |
| Francja (Top 200 Singles)           | 86                |
| Niemcy (Top 100 Singles)            | 24                |
| Nowa Zelandia (Top 40 Singles)      | 18                |